# Karol Linetty
Karol Linetty (Żnin, 2 febbraio 1995) è un calciatore polacco, centrocampista del Kocaelispor e della nazionale polacca.

## Caratteristiche tecniche
Linetty è un centrocampista versatile, può giocare in tutte le posizioni della mediana, anche se da mezzala ha più possibilità di inserirsi nella manovra offensiva. È un giocatore dinamico e lo si può trovare in ogni zona del campo, in quanto sa abbinare molto bene la fase d'interdizione a quella di costruzione. Tenace e grintoso, non teme lo scontro fisico, ma soprattutto è molto forte in progressione, ha ottimi tempi d'inserimento e sa attaccare gli spazi sia con che senza palla. Possiede un discreto tiro dalla media distanza. Fisicamente non è un gigante, ma ha comunque una struttura corporea massiccia che gli garantisce una buona resistenza ai contrasti, così come una ottima capacità nella difesa della palla. Negli anni ha indietreggiato il suo campo di azione.

## Carriera

### Club

#### Lech Poznań
Cresciuto nelle giovanili del Sokół Damasławek prima e in quelle del Lech Poznań poi, il 2 novembre 2012, a soli 17 anni, esordisce in Ekstraklasa al 60' della partita vinta 1-0 contro il Wisła Cracovia. La prima stagione da professionista lo vede impiegato in campo in 14 partite totali, giocando in totale 774 minuti.
La stagione 2013-2014 vede Karol collezionare altre 28 presenze in campionato riuscendo, il 1º marzo 2014, a mettere a segno il primo gol in carriera, nella vittoria per 4-0 contro il Piast.
Il 17 luglio 2014 debutta in UEFA Europa League nella sconfitta in trasferta contro gli estoni del Kalju Nõmme. Durante la stessa stagione riesce in 28 gare tra Ekstraklasa e Puchar Polski a mettere a segno 5 gol, di cui 2 in campionato e 3 in Coppa di Polonia. A fine stagione il Lech Poznań vince il campionato per la settima volta, la prima per Karol.
Il 2015-2016 inizia con la vittoria della Superpuchar Polski a discapito del Legia Varsavia, partita nella quale Karol mette a segno anche un gol nel 3-1 finale. Debutta anche in UEFA Champions League il 14 luglio 2015 nella vittoria per 2-0 contro il Sarajevo. Il 20 agosto seguente segna il suo primo gol europeo nel quarto turno di qualificazione all'UEFA Europa League 2015-2016, rete che permette ai Kolejorz di vincere 3-0 contro il Videoton. Realizza altre 3 reti in campionato nelle 28 partite disputate.

#### Sampdoria
Il 29 luglio 2016 viene ceduto a titolo definitivo alla Sampdoria per circa 3 milioni di euro. Il giocatore sottoscrive un contratto quinquennale e sceglie la maglia numero 16. Il 14 agosto debutta in blucerchiato giocando titolare il match di Coppa Italia vinto 3-0 contro il Bassano.
Il 21 agosto 2016 fa il suo esordio in serie A nella prima di campionato tra Empoli e Sampdoria, giocando l'intera gara (vinta per 0-1 dai blucerchiati). Segna il suo primo gol il 7 maggio 2017 in occasione del tracollo per 7-3 in casa della Lazio, realizzando il provvisorio 2-1.
Il 15 ottobre 2017, in occasione della partita vinta contro l'Atalanta, realizza il gol del definitivo 3-1 con un destro all'incrocio dei pali, siglando il suo secondo gol con la maglia della Sampdoria. Terminata la sua seconda stagione in maglia blucerchiata con 3 gol segnati, viene confermato anche nella terza tra i titolari.
Segna la prima rete stagionale il 1º ottobre 2018, segnando il gol del pareggio nella partita vinta per 2-1 contro la SPAL.
Il 5 luglio 2020 segna la sua prima doppietta in Serie A in occasione del successo interno sulla SPAL per 3-0; con questa doppietta raggiunge anche quota 4 reti in campionato, record per lui in massima serie.

#### Torino
Il 26 agosto 2020 passa a titolo definitivo al Torino, per 9,5 milioni di euro bonus compresi, firmando un contratto di quattro anni. Il 23 ottobre seguente realizza la sua prima rete con i granata nel pareggio per 3-3 sul campo del Sassuolo.
Complice l'infortunio occorso a Zapata, per la stagione 2024-2025 eredita i gradi di capitano della squadra piemontese, ruolo di cui viene progressivamente destituito nel corso dell'inverno in favore del compagno di reparto Samuele Ricci. Lascia il Torino al termine della stessa annata, alla scadenza naturale del proprio contratto, dopo aver collezionato in tutto 142 presenze, tre reti e quattro assist con la maglia granata.

#### Kocaelispor
Il 14 agosto 2025 si trasferisce a parametro zero al Kocaelispor, club turco della Süper Lig.

### Nazionale
Dopo aver giocato 28 gare con 2 gol nelle selezioni giovanili della Polonia (di cui 5 presenze in Under-21), il 18 gennaio 2014 ha esordito in nazionale maggiore nell'amichevole vinta 3-0 contro la Norvegia, nella quale Karol va anche a segno.
Nel giugno 2016, dopo 10 presenze in nazionale, viene inserito nei 23 giocatori che prendono parte alla fase finale del campionato d'Europa in Francia. Tuttavia, Linetty non scende mai in campo durante la manifestazione.
Nell'ottobre del 2022, viene inserito dal CT Czesław Michniewicz nella lista dei pre-convocati per i Mondiali di calcio in Qatar.

## Statistiche

### Presenze e reti nei club
Statistiche aggiornate al 14 agosto 2025.
| Stagione           | Squadra            | Campionato         | Campionato | Campionato | Coppe nazionali | Coppe nazionali | Coppe nazionali | Coppe continentali | Coppe continentali | Coppe continentali | Altre coppe | Altre coppe | Altre coppe | Totale | Totale |
| Stagione           | Squadra            | Comp               | Pres       | Reti       | Comp            | Pres            | Reti            | Comp               | Pres               | Reti               | Comp        | Pres        | Reti        | Pres   | Reti   |
| ------------------ | ------------------ | ------------------ | ---------- | ---------- | --------------- | --------------- | --------------- | ------------------ | ------------------ | ------------------ | ----------- | ----------- | ----------- | ------ | ------ |
| 2012-2013          | Lech Poznań        | EK                 | 14         | 0          | -               | -               | -               | -                  | -                  | -                  | -           | -           | -           | 14     | 0      |
| 2013-2014          | Lech Poznań        | EK                 | 28         | 1          | CP              | 0               | 0               | UEL                | 0                  | 0                  | -           | -           | -           | 28     | 1      |
| 2014-2015          | Lech Poznań        | EK                 | 23         | 2          | CP              | 5               | 3               | UEL                | 1                  | 0                  | -           | -           | -           | 29     | 5      |
| 2015-2016          | Lech Poznań        | EK                 | 28         | 3          | CP              | 3               | 0               | UCL+UEL            | 3+6                | 0+1                | SP          | 1           | 1           | 41     | 5      |
| Totale Lech Poznań | Totale Lech Poznań | Totale Lech Poznań | 93         | 6          |                 | 8               | 3               |                    | 10                 | 1                  |             | 1           | 1           | 112    | 11     |
| 2016-2017          | Sampdoria          | A                  | 35         | 1          | CI              | 3               | 0               | -                  | -                  | -                  | -           | -           | -           | 38     | 1      |
| 2017-2018          | Sampdoria          | A                  | 29         | 3          | CI              | 0               | 0               | -                  | -                  | -                  | -           | -           | -           | 29     | 3      |
| 2018-2019          | Sampdoria          | A                  | 32         | 3          | CI              | 3               | 0               | -                  | -                  | -                  | -           | -           | -           | 35     | 3      |
| 2019-2020          | Sampdoria          | A                  | 28         | 4          | CI              | 2               | 0               | -                  | -                  | -                  | -           | -           | -           | 30     | 4      |
| Totale Sampdoria   | Totale Sampdoria   | Totale Sampdoria   | 124        | 11         |                 | 8               | 0               |                    | -                  | -                  |             | -           | -           | 132    | 11     |
| 2020-2021          | Torino             | A                  | 27         | 1          | CI              | 3               | 0               | -                  | -                  | -                  | -           | -           | -           | 30     | 1      |
| 2021-2022          | Torino             | A                  | 16         | 0          | CI              | 2               | 0               | -                  | -                  | -                  | -           | -           | -           | 18     | 0      |
| 2022-2023          | Torino             | A                  | 32         | 1          | CI              | 3               | 0               | -                  | -                  | -                  | -           | -           | -           | 35     | 1      |
| 2023-2024          | Torino             | A                  | 28         | 0          | CI              | 1               | 0               | -                  | -                  | -                  | -           | -           | -           | 29     | 0      |
| 2024-2025          | Torino             | A                  | 28         | 1          | CI              | 2               | 0               | -                  | -                  | -                  | -           | -           | -           | 30     | 1      |
| Totale Torino      | Totale Torino      | Totale Torino      | 131        | 3          |                 | 11              | 0               |                    | -                  | -                  |             | -           | -           | 142    | 3      |
| 2025-2026          | Kocaelispor        | SL                 | -          | -          | TK              | -               | -               | -                  | -                  | -                  | -           | -           | -           | -      | -      |
| Totale carriera    | Totale carriera    | Totale carriera    | 348        | 20         |                 | 27              | 3               |                    | 10                 | 1                  |             | 1           | 1           | 386    | 25     |

### Cronologia presenze e reti in nazionale
| Cronologia completa delle presenze e delle reti in nazionale ― Polonia | Cronologia completa delle presenze e delle reti in nazionale ― Polonia | Cronologia completa delle presenze e delle reti in nazionale ― Polonia | Cronologia completa delle presenze e delle reti in nazionale ― Polonia | Cronologia completa delle presenze e delle reti in nazionale ― Polonia | Cronologia completa delle presenze e delle reti in nazionale ― Polonia | Cronologia completa delle presenze e delle reti in nazionale ― Polonia | Cronologia completa delle presenze e delle reti in nazionale ― Polonia |
| Data                                                                   | Città                                                                  | In casa                                                                | Risultato                                                              | Ospiti                                                                 | Competizione                                                           | Reti                                                                   | Note                                                                   |
| ---------------------------------------------------------------------- | ---------------------------------------------------------------------- | ---------------------------------------------------------------------- | ---------------------------------------------------------------------- | ---------------------------------------------------------------------- | ---------------------------------------------------------------------- | ---------------------------------------------------------------------- | ---------------------------------------------------------------------- |
| 18-1-2014                                                              | Abu Dhabi                                                              | Polonia                                                                | 3 – 0                                                                  | Norvegia                                                               | Amichevole                                                             | 1                                                                      | 73’                                                                    |
| 20-1-2014                                                              | Abu Dhabi                                                              | Moldavia                                                               | 0 – 1                                                                  | Polonia                                                                | Amichevole                                                             | -                                                                      | 63’                                                                    |
| 13-5-2014                                                              | Amburgo                                                                | Germania                                                               | 0 – 0                                                                  | Polonia                                                                | Amichevole                                                             | -                                                                      | 53’                                                                    |
| 6-6-2014                                                               | Danzica                                                                | Polonia                                                                | 2 – 1                                                                  | Lituania                                                               | Amichevole                                                             | -                                                                      | 71’                                                                    |
| 14-11-2014                                                             | Tbilisi                                                                | Georgia                                                                | 0 – 4                                                                  | Polonia                                                                | Qual. Euro 2016                                                        | -                                                                      | 86’ 90+1’                                                              |
| 16-6-2015                                                              | Danzica                                                                | Polonia                                                                | 0 – 0                                                                  | Grecia                                                                 | Amichevole                                                             | -                                                                      | 59’                                                                    |
| 11-10-2015                                                             | Varsavia                                                               | Polonia                                                                | 2 – 1                                                                  | Irlanda                                                                | Qual. Euro 2016                                                        | -                                                                      |                                                                        |
| 13-11-2015                                                             | Varsavia                                                               | Polonia                                                                | 4 – 2                                                                  | Islanda                                                                | Amichevole                                                             | -                                                                      | 86’                                                                    |
| 17-11-2015                                                             | Breslavia                                                              | Polonia                                                                | 3 – 1                                                                  | Rep. Ceca                                                              | Amichevole                                                             | -                                                                      | 78’                                                                    |
| 1-6-2016                                                               | Danzica                                                                | Polonia                                                                | 1 – 2                                                                  | Paesi Bassi                                                            | Amichevole                                                             | -                                                                      | 67’                                                                    |
| 4-9-2016                                                               | Astana                                                                 | Kazakistan                                                             | 2 – 2                                                                  | Polonia                                                                | Qual. Mondiali 2018                                                    | -                                                                      | 83’                                                                    |
| 8-10-2016                                                              | Varsavia                                                               | Polonia                                                                | 3 – 2                                                                  | Danimarca                                                              | Qual. Mondiali 2018                                                    | -                                                                      | 46’                                                                    |
| 11-11-2016                                                             | Bucarest                                                               | Romania                                                                | 0 – 3                                                                  | Polonia                                                                | Qual. Mondiali 2018                                                    | -                                                                      | 70’                                                                    |
| 26-3-2017                                                              | Podgorica                                                              | Montenegro                                                             | 1 – 2                                                                  | Polonia                                                                | Qual. Mondiali 2018                                                    | -                                                                      | 78’                                                                    |
| 10-6-2017                                                              | Varsavia                                                               | Polonia                                                                | 3 – 1                                                                  | Romania                                                                | Qual. Mondiali 2018                                                    | -                                                                      | 72’                                                                    |
| 1-9-2017                                                               | Copenaghen                                                             | Danimarca                                                              | 4 – 0                                                                  | Polonia                                                                | Qual. Mondiali 2018                                                    | -                                                                      | 67’                                                                    |
| 5-10-2017                                                              | Erevan                                                                 | Armenia                                                                | 1 – 6                                                                  | Polonia                                                                | Qual. Mondiali 2018                                                    | -                                                                      | 59’                                                                    |
| 13-11-2017                                                             | Danzica                                                                | Polonia                                                                | 0 – 1                                                                  | Messico                                                                | Amichevole                                                             | -                                                                      | 62’                                                                    |
| 23-3-2018                                                              | Breslavia                                                              | Polonia                                                                | 0 – 1                                                                  | Nigeria                                                                | Amichevole                                                             | -                                                                      | 18’                                                                    |
| 8-6-2018                                                               | Poznań                                                                 | Polonia                                                                | 2 – 2                                                                  | Cile                                                                   | Amichevole                                                             | -                                                                      | 46’                                                                    |
| 7-9-2018                                                               | Bologna                                                                | Italia                                                                 | 1 – 1                                                                  | Polonia                                                                | UEFA Nations League 2018-2019 - 1º turno                               | -                                                                      | 66’                                                                    |
| 11-9-2018                                                              | Breslavia                                                              | Polonia                                                                | 1 – 1                                                                  | Irlanda                                                                | Amichevole                                                             | -                                                                      |                                                                        |
| 14-10-2018                                                             | Chorzów                                                                | Polonia                                                                | 0 – 1                                                                  | Italia                                                                 | UEFA Nations League 2018-2019 - 1º turno                               | -                                                                      | 46’                                                                    |
| 7-9-2020                                                               | Zenica                                                                 | Bosnia ed Erzegovina                                                   | 1 – 2                                                                  | Polonia                                                                | UEFA Nations League 2020-2021 - 1º turno                               | -                                                                      | 85’                                                                    |
| 7-10-2020                                                              | Danzica                                                                | Polonia                                                                | 5 – 1                                                                  | Finlandia                                                              | Amichevole                                                             | -                                                                      |                                                                        |
| 11-10-2020                                                             | Danzica                                                                | Polonia                                                                | 0 – 0                                                                  | Italia                                                                 | UEFA Nations League 2020-2021 - 1º turno                               | -                                                                      | 82’                                                                    |
| 14-10-2020                                                             | Breslavia                                                              | Polonia                                                                | 3 – 0                                                                  | Bosnia ed Erzegovina                                                   | UEFA Nations League 2020-2021 - 1º turno                               | 1                                                                      |                                                                        |
| 11-11-2020                                                             | Chorzów                                                                | Polonia                                                                | 2 – 0                                                                  | Ucraina                                                                | Amichevole                                                             | -                                                                      | 62’                                                                    |
| 15-11-2020                                                             | Reggio Emilia                                                          | Italia                                                                 | 2 – 0                                                                  | Polonia                                                                | UEFA Nations League 2020-2021 - 1º turno                               | -                                                                      | 74’                                                                    |
| 18-11-2020                                                             | Chorzów                                                                | Polonia                                                                | 1 – 2                                                                  | Paesi Bassi                                                            | UEFA Nations League 2020-2021 - 1º turno                               | -                                                                      | 70’                                                                    |
| 1-6-2021                                                               | Breslavia                                                              | Polonia                                                                | 1 – 1                                                                  | Russia                                                                 | Amichevole                                                             | -                                                                      | 80’                                                                    |
| 8-6-2021                                                               | Poznań                                                                 | Polonia                                                                | 2 – 2                                                                  | Islanda                                                                | Amichevole                                                             | -                                                                      | 64’                                                                    |
| 14-6-2021                                                              | San Pietroburgo                                                        | Polonia                                                                | 1 – 2                                                                  | Slovacchia                                                             | Euro 2020 - 1º turno                                                   | 1                                                                      | 74’                                                                    |
| 19-6-2021                                                              | Siviglia                                                               | Spagna                                                                 | 1 – 1                                                                  | Polonia                                                                | Euro 2020 - 1º turno                                                   | -                                                                      | 85’                                                                    |
| 2-9-2021                                                               | Varsavia                                                               | Polonia                                                                | 4 – 1                                                                  | Albania                                                                | Qual. Mondiali 2022                                                    | 1                                                                      | 61’                                                                    |
| 5-9-2021                                                               | Serravalle                                                             | San Marino                                                             | 1 – 7                                                                  | Polonia                                                                | Qual. Mondiali 2022                                                    | 1                                                                      | 79’                                                                    |
| 8-9-2021                                                               | Varsavia                                                               | Polonia                                                                | 1 – 1                                                                  | Inghilterra                                                            | Qual. Mondiali 2022                                                    | -                                                                      | 79’                                                                    |
| 9-10-2021                                                              | Varsavia                                                               | Polonia                                                                | 5 – 0                                                                  | San Marino                                                             | Qual. Mondiali 2022                                                    | -                                                                      | 32’                                                                    |
| 12-11-2021                                                             | Andorra la Vella                                                       | Andorra                                                                | 1 – 4                                                                  | Polonia                                                                | Qual. Mondiali 2022                                                    | -                                                                      | 63’                                                                    |
| 15-11-2021                                                             | Varsavia                                                               | Polonia                                                                | 1 – 2                                                                  | Ungheria                                                               | Qual. Mondiali 2022                                                    | -                                                                      | 65’                                                                    |
| 14-6-2022                                                              | Varsavia                                                               | Polonia                                                                | 0 – 1                                                                  | Belgio                                                                 | UEFA Nations League 2022-2023 - 1º turno                               | -                                                                      | 84’                                                                    |
| 22-9-2022                                                              | Varsavia                                                               | Polonia                                                                | 0 – 2                                                                  | Paesi Bassi                                                            | UEFA Nations League 2022-2023 - 1º turno                               | -                                                                      | 46’                                                                    |
| 24-3-2023                                                              | Praga                                                                  | Rep. Ceca                                                              | 3 – 1                                                                  | Polonia                                                                | Qual. Euro 2024                                                        | -                                                                      | 77’                                                                    |
| 27-3-2023                                                              | Varsavia                                                               | Polonia                                                                | 1 – 0                                                                  | Albania                                                                | Qual. Euro 2024                                                        | -                                                                      | 66’ 78’                                                                |
| 16-6-2023                                                              | Varsavia                                                               | Polonia                                                                | 1 – 0                                                                  | Germania                                                               | Amichevole                                                             | -                                                                      | 46’                                                                    |
| 20-6-2023                                                              | Chișinău                                                               | Moldavia                                                               | 3 – 2                                                                  | Polonia                                                                | Qual. Euro 2024                                                        | -                                                                      | 83’                                                                    |
| 10-9-2023                                                              | Tirana                                                                 | Albania                                                                | 2 – 0                                                                  | Polonia                                                                | Qual. Euro 2024                                                        | -                                                                      | 71’ 79’                                                                |
| Totale                                                                 |                                                                        | Presenze                                                               | 47                                                                     |                                                                        | Reti                                                                   | 5                                                                      |                                                                        |

| Cronologia completa delle presenze e delle reti in nazionale ― Polonia under 21 | Cronologia completa delle presenze e delle reti in nazionale ― Polonia under 21 | Cronologia completa delle presenze e delle reti in nazionale ― Polonia under 21 | Cronologia completa delle presenze e delle reti in nazionale ― Polonia under 21 | Cronologia completa delle presenze e delle reti in nazionale ― Polonia under 21 | Cronologia completa delle presenze e delle reti in nazionale ― Polonia under 21 | Cronologia completa delle presenze e delle reti in nazionale ― Polonia under 21 | Cronologia completa delle presenze e delle reti in nazionale ― Polonia under 21 |
| Data                                                                            | Città                                                                           | In casa                                                                         | Risultato                                                                       | Ospiti                                                                          | Competizione                                                                    | Reti                                                                            | Note                                                                            |
| ------------------------------------------------------------------------------- | ------------------------------------------------------------------------------- | ------------------------------------------------------------------------------- | ------------------------------------------------------------------------------- | ------------------------------------------------------------------------------- | ------------------------------------------------------------------------------- | ------------------------------------------------------------------------------- | ------------------------------------------------------------------------------- |
| 6-9-2013                                                                        | Malmö                                                                           | Svezia under 21                                                                 | 3 – 1                                                                           | Polonia under 21                                                                | Qual. Europeo Under-21 2015                                                     | -                                                                               |                                                                                 |
| 10-9-2013                                                                       | ?                                                                               | Portogallo under 21                                                             | 6 – 1                                                                           | Polonia under 21                                                                | Amichevole                                                                      | -                                                                               | 60’                                                                             |
| 12-10-2013                                                                      | Cracovia                                                                        | Polonia under 21                                                                | 2 – 0                                                                           | Svezia under 21                                                                 | Qual. Europeo Under-21 2015                                                     | -                                                                               |                                                                                 |
| 15-10-2013                                                                      | Adalia                                                                          | Turchia under 21                                                                | 1 – 0                                                                           | Polonia under 21                                                                | Qual. Europeo Under-21 2015                                                     | -                                                                               |                                                                                 |
| 5-3-2014                                                                        | Breslavia                                                                       | Polonia under 21                                                                | 5 – 0                                                                           | Lituania under 21                                                               | Amichevole                                                                      | -                                                                               |                                                                                 |
| Totale                                                                          |                                                                                 | Presenze                                                                        | 5                                                                               |                                                                                 | Reti                                                                            | 0                                                                               |                                                                                 |

## Palmarès
- Campionato polacco: 1

Lech Poznan: 2014-2015
- Supercoppa di Polonia: 1

Lech Poznan: 2015